# Procleomenes shimomurai
Procleomenes shimomurai är en skalbaggsart som beskrevs av Tatsuya Niisato 1981. Procleomenes shimomurai ingår i släktet Procleomenes och familjen långhorningar. Inga underarter finns listade i Catalogue of Life.